# Puchar Polski w piłce nożnej kobiet (2009/2010)
Puchar Polski w piłce nożnej kobiet w sezonie 2009/2010 – turniej o kobiecy Puchar Polski w piłce nożnej, zorganizowany przez Polski Związek Piłki Nożnej na przełomie 2009 i 2010 roku. Triumfatorem rozgrywek została drużyna RTP Unii Racibórz, gromiąc w finale Pogoń Women Szczecin 7:1. Był to jednocześnie pierwszy Puchar Polski zdobyty przez tę drużynę.

## Eliminacje
W 1/8 finału prawo startu miały wszystkie drużyny występujące w Ekstralidze oraz Gol Częstochowa i Pogoń Women Szczecin. O pozostałe osiem miejsc walczono na szczeblu regionalnym.
Z grupy dolnośląsko-opolskiej i łódzkiej awansowały rezerwy AZS-u Wrocław, które w finale pokonały 1:0 UMKS Ostrowię Ostrówek/MOSiR Sieradz. W województwie śląskim w finale doszło do pojedynku rezerw Unii Racibórz i Mitechu Żywiec. Po remisie 1:1 lepsza w rzutach karnych okazała się Unia, wygrywając 6:5. Ze względu na duże zainteresowanie drużyn, obie ekipy przystąpiły jednak do 1/8 finału. Do serii rzutów karnych po remisie 0:0 doszło również w finale województwa zachodniopomorskiego. 4:3 zwyciężyły w nich rezerwy Pogoni Women Szczecin, w pokonanym polu pozostawiając TKKF Stilon Gorzów Wielkopolski. W Wielkopolsce triumfował drugi zespół Medyka Konin. Na Mazowszu najlepszy okazał się GOSiR Piaseczno, pokonując 3:0 KU AZS Uniwersytet Warszawski. W województwie lubelskim w finałowym turnieju zmierzyły się ekipy Górnika Łęczna, Widoku Lublin i Sokołu Kolbuszowa. Awans uzyskała drużyna Górnika. W małopolskim finale doszło do derbów Krakowa. Bronowianka ograła w nich Podgórze 2:1 i dołączyła do grona 16 ekip mających wystąpić w 1/8 finału.

## 1/8 finału
W 1/8 finału faworytki rozgrywek spokojnie uporały się z przeciwniczkami i zakończyła się ona bez większych niespodzianek. Część spotkań, ze względu na katastrofę samolotu prezydenckiego pod Smoleńskiem odbyła się w późniejszym od planowanego terminie.
| 13 marca 2010 14.00 CET | Medyk II Konin | 0 – 4(0 – 2) | Medyk Konin · Gawrońska 23', 84' · Suchorukowa 25' · Chudzik 55' | Stadion im. Złotej Jedenastki Kazimierza Górskiego, Konin |
|                         |                |              |                                                                  |                                                           |

| 7 kwietnia 2010 16.00 CET | AZS II Wrocław | 0 – 9(0 – 3) | AZS Wrocław · Bezdziecka 21', 56', 59', 87' · Tarczyńska 27', 57' · Pożerska 43' · Gonzalez 52' · Pawlak 72' | Stadion AZS-u Wrocław, Wrocław |
|                           |                |              | |                                |

| 7 kwietnia 2010 17.00 CET | Pogoń II Women Szczecin | 0 – 10(0 – 4) | Pogoń Women Szczecin Barlage 3x Zdunek 2x Silkowska 2x Legęć 1x Pałaszewska 1x Barlewicz 1x | Stadion przy ulicy Nehringa, Szczecin |
|                           |                         |               |                                                                                             |                                       |

| 4 maja 2010 17.30 CET | GOSiR Piaseczno | 0 – 2(0 – 1) | AZS PSW Biała Podlaska · Konieczna 3' · Żak 66' | Stadion KS Piaseczno, Piaseczno |
|                       |                 |              |                                                 |                                 |

| 12 maja 2010 17.00 CET | RTP Unia II Racibórz | 3 – 0(w.o.) | TS Mitech Żywiec | Stadion OSiR-u, Racibórz |
|                        |                      |             |                  |                          |

| 12 maja 2010 17.00 CET | TS Mitech II Żywiec · Półtorak 50' · Jankowska 59' (k.) | 2 – 2 k. 3:2(0 – 1, 2 – 2) | Gol Częstochowa · Kmiecik 43' · ??? ??' | Stadion LKS-u Bory Pietrzykowice, Pietrzykowice |
|                        |                                                         |                            |                                         |                                                 |

| 12 maja 2010 17.00 CET | Górnik Łęczna · Naklicka 12' · Huzarewicz 90' (k.) | 2 – 2 k. 2:4(1 – 1, 2 – 2) | MUKS Praga Warszawa · Dudek 18' · Lewandowska 47' | Stadion Górnika Łęczna, Łęczna |
|                        |                                                    |                            |                                                   |                                |

| 13 maja 2010 17.30 CET | Bronowianka Kraków | 0 – 7(0 – 3) | RTP Unia Racibórz · Sierowa 10', 11' · Stobba 37' · Sznyrowska 68', 77', 90' · Winczo 89' (k.) | Stadion Bronowianki Kraków, Kraków |
|                        |                    |              |                                                                                                |                                    |

## Ćwierćfinały
W ćwierćfinałach spore niespodzianki sprawiły piłkarki Pogoni Women Szczecin oraz rezerw Mitechu Żywiec, eliminując z rozgrywek Medyka Konin i AZS Wrocław. W pozostałych dwóch spotkaniach triumfowały faworytki.
| 26 maja 2010 14.00 CET | Pogoń Women Szczecin · Barlewicz 56' | 1 – 0(0 – 0) | Medyk Konin | Boisko boczne Stadionu Miejskiego, Szczecin |
|                        |                                      |              |             |                                             |

| 26 maja 2010 17.00 CET | TS Mitech II Żywiec · Półtorak 28' | 1 – 1 k. 4:2(1 – 0) | AZS Wrocław · Bezdziecka 51' | Stadion LKS-u Bory Pietrzykowice, Pietrzykowice |
|                        |                                    |                     |                              |                                                 |

| 26 maja 2010 17.00 CET | AZS PSW Biała Podlaska · Konieczna 72' · Ignatieva 90' | 2 – 1(0 – 1) | MUKS Praga Warszawa · Wołosiewicz 29' | Stadion MKS-u Podlasie, Biała Podlaska |
|                        |                                                        |              |                                       |                                        |

| 26 maja 2010 17.00 CET | RTP Unia II Racibórz · Kaletka 33' | 1 – 9(1 – 3) | RTP Unia Racibórz · Mańczyńska 1', 48', 90' · Wiśniewska 4' · Mika 13' · Sznyrowska 54', 73' · Konsek 55' · Żelazko 82' | Boisko boczne Stadionu OSiR-u, Racibórz |
|                        |                                    |              | |                                         |

## Półfinały
W pierwszym z półfinałów od ekipy AZS-u PSW Biała Podlaska lepsze okazały się aktualne mistrzynie Polski. W drugim ze spotkań najpierw przyznano walkower Pogoni Women Szczecin z powodu nieprzygotowania boiska do gry przez drużynę rezerw Mitechu Żywiec i niezapewnienia boiska zastępczego. Drużyna z Żywca odwołała się jednak od tej decyzji, a odwołanie to uwzględnił Wydział Gier PZPN, wyznaczając nowy termin rozegrania spotkania. Spowodowało to także konieczność przełożenia terminu spotkania finałowego. Ostatecznie lepsze okazały się jednak piłkarki ze Szczecina, wygrywając 3:2.
| 8 czerwca 2010 16.00 CET | RTP Unia Racibórz · Wiśniewska 21' | 1 – 0(1 – 0) | AZS PSW Biała Podlaska | Stadion Unii Racibórz, Racibórz |
|                          |                                    |              |                        |                                 |

| 1 sierpnia 2010 16.00 CET | TS Mitech II Żywiec · Półtorak 44' · Droździk 47' | 2 – 3(1 – 1) | Pogoń Women Szczecin · Piotrowska 10' · Silkowska 60' · Zdunek 67' | Stadion LKS-u Bory Pietrzykowice, Pietrzykowice |
|                           |                                                   |              |                                                                    |                                                 |

## Finał
Finał już po raz szósty z rzędu odbył się na Stadionie Miejskim im. Henryka Reymana w Kutnie. Wstęp na spotkanie był wolny. Kłopoty Mitechu Żywiec w półfinale z murawą na własnym boisku spowodowały przesunięcie terminu rozegrania spotkania finałowego aż na sierpień. Do rywalizacji w finale przystąpił aktualny mistrz Polski, RTP Unia Racibórz i zespół mający dopiero co zadebiutować w Ekstralidze, drużyna Pogoni Women Szczecin. Obydwie drużyny nie posiadały przed spotkaniem na swym koncie zwycięstwa w Pucharze Polski, choć obie grały już w finale – Unia w 2008 roku, a Pogoń rok później (jako TKKF Gryf Szczecin). Zdecydowanymi faworytkami przed spotkaniem były aktualne mistrzynie Polski.
Spotkanie rozpoczęło się nadspodziewanie dobrze dla szczecinianek. W 10 minucie po dośrodkowaniu Darii Kasperskiej, która latem odeszła z Unii Racibórz drogę do siatki znalazła debiutująca w Pogoni Patrycja Balcerzak. Odpowiedź Unitek była jednak szybka. Już cztery minuty później po zagraniu ręką w polu karnym Agaty Bernatowskiej z rzutu karnego wyrównała Anna Żelazko. Trzy minuty później Unitki już prowadziły, a zdobywczynią bramki na 2:1 była Patrycja Pożerska. W 24 minucie po zderzeniu zawodniczek boisko opuściła Katarzyna Barlewicz, która musiała udać się do szpitala na badania. W 34 minucie meczu raciborzanki ponownie otrzymały rzut karny. Szansy na podwyższenie nie wykorzystała jednak tym razem Anna Żelazko, której strzał wybroniła Anna Szymańska. Po przerwie znaczną przewagę osiągnęła drużyna Unii Racibórz. W ciągu dziesięciu minut, od 58 do 68 minuty przewagę trzema kolejnymi trafieniami udokumentowała Anna Żelazko. W końcówce wynik na 7:1 ustaliły Patrycja Pożerska i Agnieszka Winczo.

Cieszę się bardzo, że w końcu zdobyliśmy to trofeum. Nie ukrywam, że nie jest to dla mnie niespodzianka, bo liczyłem, że ten mecz wygramy i tak rzeczywiście się stało. Pierwsze minuty w naszym wykonaniu były trochę nerwowe. Ale później osiągneliśmy sporą przewagę i kontrolowaliśmy mecz do ostatniego gwizdka. Widać było sporą przewagę w przygotowaniu motorycznym na korzyść mojego zespołu. Gdyby dziewczyny były bardziej skuteczne skończyłoby się dwucyfrówką. Najważniejsze, że Unia ma w końcu Puchar Polski.

Dla drużyny Unii Racibórz był to pierwszy, historyczny triumf w Pucharze Polski.
| 7 sierpnia 2010 15:00 CET | RTP Unia Racibórz · Żelazko 14' (k.), 58', 60', 68', 34' · Pożerska 17', 87' · Winczo 90' | 7 – 1(2 – 1) | Pogoń Women Szczecin · Balcerzak 10' | Stadion Miejski im. Henryka Reymana, Kutno Widzów: 230 Sędzia: Monika Mularczyk (Skierniewice) |
|                           |                                                                                           |              |                                      |                                                                                                |

| RTP Unia Racibórz | Pogoń Women Szczecin |

| RTP Unia Racibórz:  |  |                      |              |
|                     |  |                      |              |
| BR                  |  | Daria Antończyk      |              |
| OB                  |  | Olha Sokołenko       | 24'          |
| OB                  |  | Aleksandra Sosnowska | Żółta kartka |
| OB                  |  | Marta Mika           |              |
| PO                  |  | Hanna Konsek         |              |
| PO                  |  | Patrycja Pożerska    |              |
| PO                  |  | Paulina Kawalec      | 65'          |
| PO                  |  | Patrycja Wiśniewska  | 46'          |
| PO                  |  | Anna Żelazko         |              |
| NA                  |  | Agnieszka Winczo     |              |
| NA                  |  | Anna Sznyrowska      | 46'          |
| Zmienniczki:        |  |                      |              |
| OB                  |  | Marlena Hajduk       | 24'          |
| OB                  |  | Katarzyna Krupa      | 65'          |
| PO                  |  | Agata Mańczyńska     | 46'          |
| PO                  |  | Ivana Bojdová        | 46'          |
| Trener:             |  |                      |              |
| Remigiusz Trawiński |  |                      |              |

| Pogoń Women Szczecin: |  |                     |              |
|                       |  |                     |              |
| BR                    |  | Anna Szymańska      | Żółta kartka |
| OB                    |  | Agnieszka Szybińska |              |
| OB                    |  | Katarzyna Barlewicz | 24'          |
| OB                    |  | Agata Bernatowska   |              |
| OB                    |  | Aneta Legęć         |              |
| PO                    |  | Daria Kasperska     |              |
| PO                    |  | Patrycja Balcerzak  |              |
| PO                    |  | Monika Kaźmierowska | 76'          |
| PO                    |  | Jolanta Siwińska    | 86'          |
| NA                    |  | Emilia Zdunek       |              |
| NA                    |  | Nataly Barlage      | 65'          |
| Zmienniczki:          |  |                     |              |
| OB                    |  | Mariola Żyła        | 76'          |
| PO                    |  | Dorota Kornacka     | 24'          |
| PO                    |  | Natalia Silkowska   | 86'          |
| NA                    |  | Małgorzata Ładniak  | 65'          |
| Trener:               |  |                     |              |
| Mariusz Misiura       |  |                     |              |